# Chaetostricha minor
Chaetostricha minor är en stekelart som först beskrevs av Filippo Silvestri 1918.  Chaetostricha minor ingår i släktet Chaetostricha och familjen hårstrimsteklar. Inga underarter finns listade i Catalogue of Life.